# Gamasellus tragardhi
Gamasellus tragardhi är en spindeldjursart som först beskrevs av Womersley 1942.  Gamasellus tragardhi ingår i släktet Gamasellus och familjen Ologamasidae. Inga underarter finns listade i Catalogue of Life.